# Seelbach (Altenkirchen)
Seelbach (Altenkirchen) é um município da Alemanha localizada no distrito de Altenkirchen, na associação municipal de Verbandsgemeinde Flammersfeld, no estado da Renânia-Palatinado.